# Raoul Servais
Raoul Servais (Oostende, 1 mei 1928 – Leffinge, 17 maart 2023) was een Belgische filmmaker en animator, internationaal erkend om zijn animatiefilms. Hij wordt erkend als een pionier in het genre van de animatiefilms.

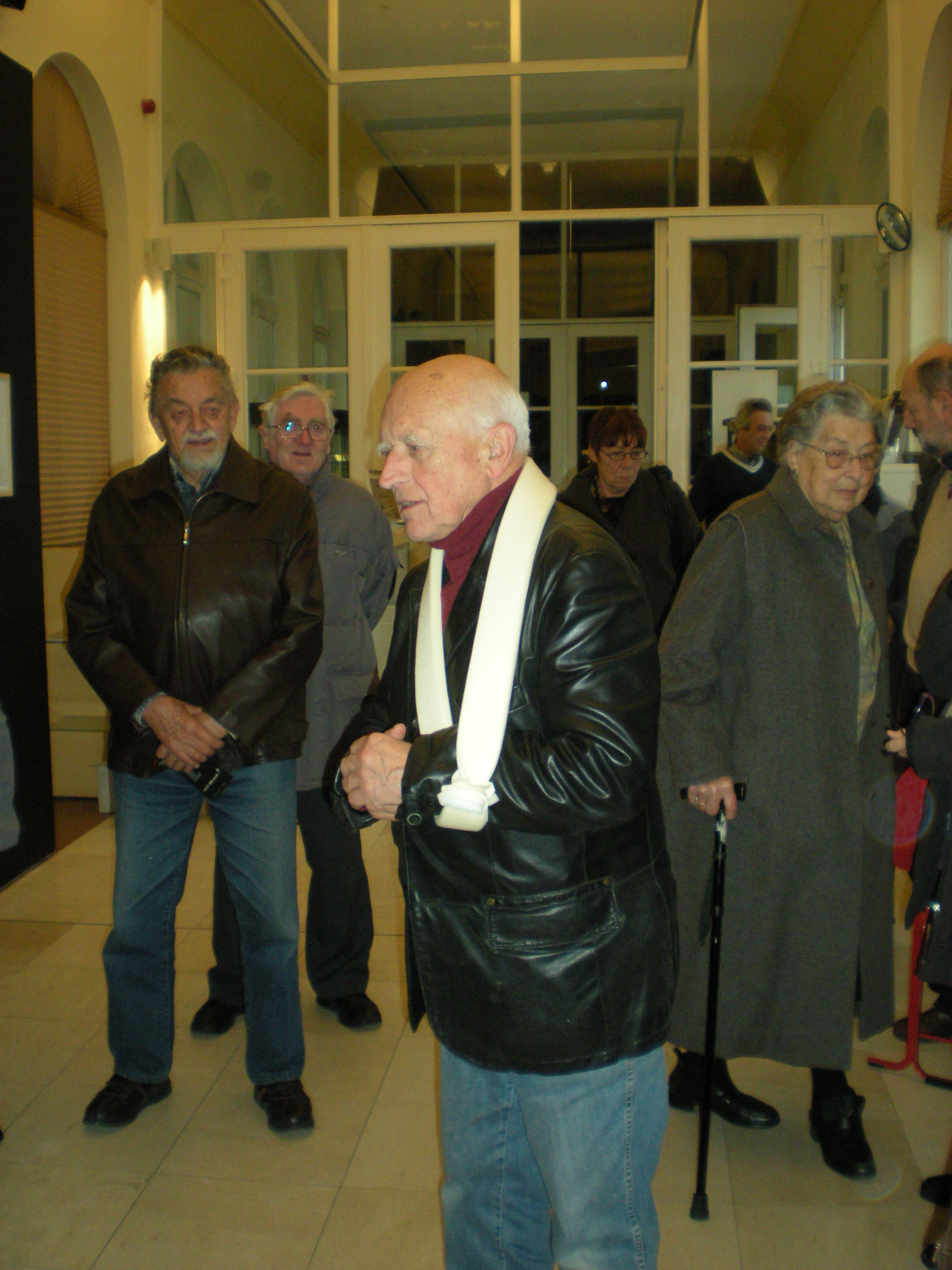
Raoul Servais bij de opening van zijn tentoonstelling in Oostende, december 2008

## Biografie
Na de Tweede Wereldoorlog ging hij eerst aan de slag als assistent-decorateur in een grootwarenhuis in Gent. Maar hij wilde meer en schreef zich in aan de afdeling Sierkunst van de Koninklijke Academie voor Schone Kunsten van Gent, waar hij gepassioneerd raakte door de animatiefilm. Op dat ogenblik was echter niet algemeen bekend hoe zulke films gemaakt moesten worden. Omdat de grote studio's hun kennis geheim hielden, moest hij het hele proces herontdekken. Met zes medestudenten richtte hij een "studio" op in een serre buiten Gent. Zijn leraar knutselde er een camera in elkaar vanuit een sigarenkistje. Daarmee werd zijn eerste tekenfilm Spokenhistorie opgenomen. Tussendoor maakte hij affiches en ontwerpen voor muurschilderijen, glasramen en tapijten.
In 1949, na het verlaten van de academie, ging hij in de Langestraat 22 in Oostende wonen, in hetzelfde gebouw als de kunstschilder Maurice Boel. Die was ook zelf beginnen te filmen als amateur en was de heroprichter geworden van de filmclub in Oostende. Gedreven door een gezamenlijke passie voor de film en schoonheid betrok hij Raoul Servais eveneens in dit project. Hij introduceerde Servais ook in het revolutionaire milieu van de anarchistische boekhandelaar Mathieu Corman (1901-1975), de cineast Henri Storck en de surrealistische schilder Félix Labisse. Die mentaliteit tegen onrecht zou Servais bijblijven, wat men kan zien als aanklacht in zijn tekening Eigen volk eerst uit 2005.

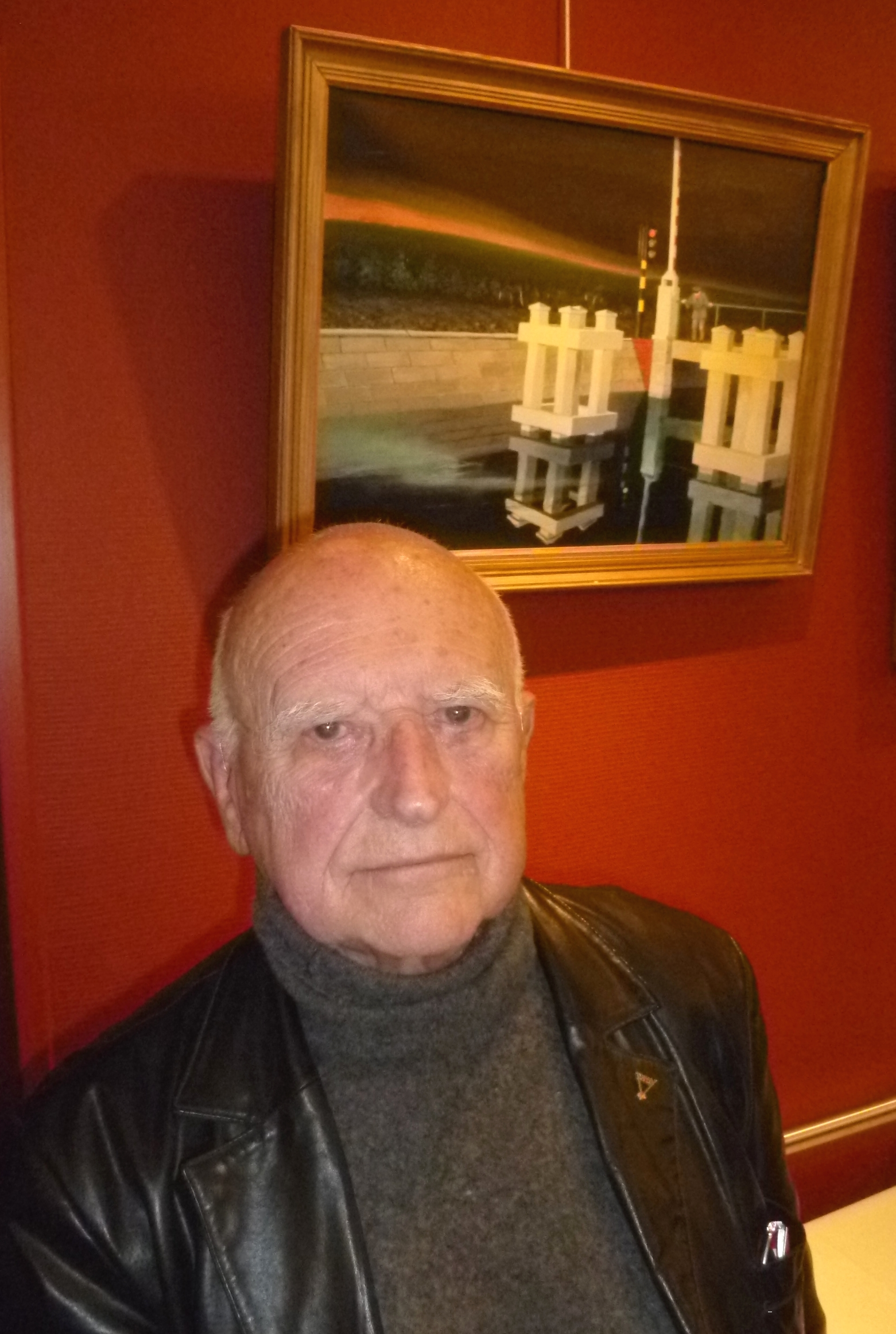
Raoul Servais staand voor een van zijn schilderijen (2014)

In 1960 werd hij leraar aan dezelfde academie. Hij was in 1963 ook de stichter van de eerste opleiding Animatiefilm aan de Koninklijke Academie voor Schone Kunsten in Gent, de eerste school van die aard op het Europese vasteland. Later werd hij ook leraar op La Cambre in Brussel en aan het Centre Tertiaire in Valenciennes.
In 1960 kreeg zijn debuut Havenlichten de eerste prijs op het Nationaal Festival van de Belgische Film in Antwerpen. Hij had drie jaar gewerkt aan die film. Met het prijzengeld besloot hij zijn volgende film te draaien op 35 mm, het bioscoopformaat. Vijf jaar later brak hij internationaal door met Chromophobia. Hij sleepte er 12 prijzen mee in de wacht, waaronder de San Marco Leeuw voor de beste animatiefilm in Venetië.
In 1968 verscheen Sirene, een maatschappijkritische film. In Iran was de film een groot succes. Keizerin Farah Pahlavi vroeg hem zelfs een animatieschool op te richten, wat hij weigerde.
In de jaren daarop besteedde hij veel tijd aan zijn lesopdrachten. Hij werd een publiek figuur met de status van cultureel ambassadeur. Hij werd ook veel gevraagd als jurylid en als spreker op conferenties. In 1973 werd hij verkozen tot lid van de Koninklijke Academie voor Wetenschappen en Kunsten van België. In 1985 realiseerde Servais het concept voor de wanddecoratie in het metrostation Houba-Brugmann in Brussel.
Taxandria uit 1994 wordt zijn eerste speelfilm. De film is een combinatie van echte acteurs en een fabelachtig getekend decor. Daarvoor ontwikkelde hij zijn eigen filmtechniek, de Servaisgrafie.
Van 1985 tot 1994 was hij de voorzitter van de International Association of Film Animators (ASIFA). Hij is ook de stichter van Centre Belge du Film d'Animation. Hij is betrokken in het Fonds Raoul Servais dat ateliers houdt in het maken van tekenfilms voor jong en oud en dat zich bezighoudt met het beheer van het patrimonium van Raoul Servais. Hij is ook medestichter van het Vlaams Audiovisueel Fonds en ondervoorzitter van het Henri Storck Fonds.
Hij heeft in totaal zestien onderscheidingen gekregen en vier nominaties. Hij ontving in 1998 de Cultuurprijs van de stad Oostende. Hij kreeg op 8 oktober 2008 het eredoctoraat van de Universiteit Gent tijdens het Filmfestival van Gent.

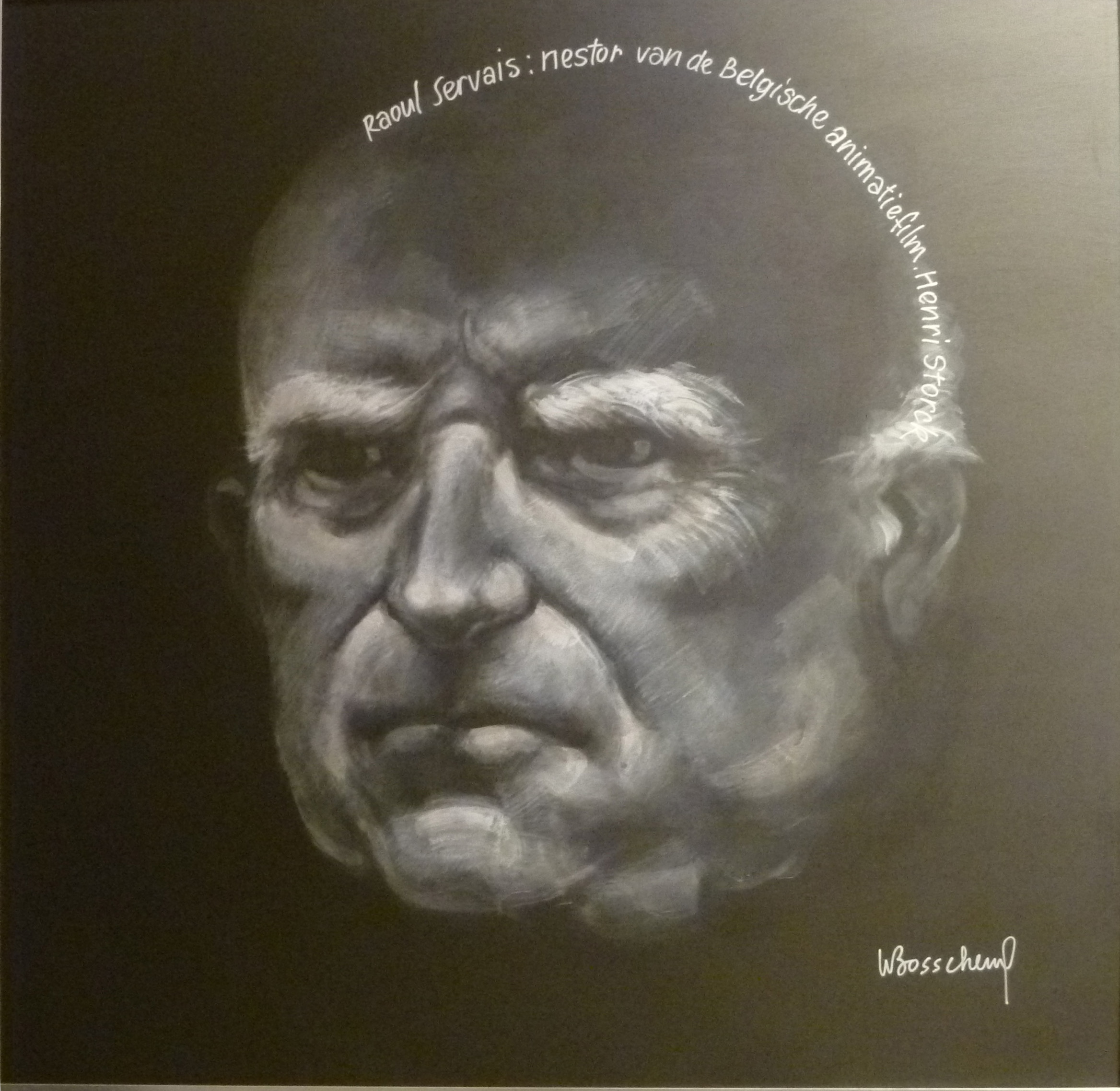
Raoul Servais, portret door de Belgische kunstschilder Willy Bosschem

In 2009 had een overzichtstentoonstelling Raoul Servais toen & nu plaats in Bredene. In juni 2018 kreeg Servais een eigen exporuimte in het Mu.ZEE in Oostende, zoals voordien zijn stadsgenoten James Ensor en Léon Spilliaert. Er worden decorstukken getoond, evenals poppen en 3D-tekeningen en zijn bekroonde kortfilms.
Op het Film Fest Gent ontving hij op 15 oktober 2022 de Joseph Plateau Honorary Award voor zijn hele oeuvre. Op hetzelfde filmfestival vertoonde hij ook zijn nieuwe kortfilm Der Lange Kerl die zich afspeelt in de Eerste Wereldoorlog en een humane, pacifistische ondertoon heeft, typisch voor de pacifist Servais. Daarover ging een dubbeltentoonstelling met schilderijen van zijn vriend Maurice Boel in het BZIO in Oostende in februari 2014.
Ook op hoge leeftijd bleef Servais nog actief. Zo schreef hij een boek en werkte hij aan een nieuwe kortfilm.
Servais overleed op 17 maart 2023 op 94-jarige leeftijd.

## Filmografie
- 1959: Havenlichten: eerste prijs op het Nationaal Festival van de Belgische Film, Antwerpen
- 1963: Valse Noot: eerste prijs op het filmfestival van Antwerpen
- 1963: Omleiding november: een live-actionfilm
- 1965: Chromophobia: twaalf prijzen, waaronder 'Primo Premio' op het Internationaal Filmfestival van Venetië, 1966
- 1968: Sirène
- 1969: Goldframe
- 1970: To speak or not to speak
- 1971: Operation X-70: antimilitaristische film; behaalt de 'Prix Spécial du Jury' op het Filmfestival van Cannes 1972 en de Eerste Prijs op het Internationaal Animatiefilmfestival van Zagreb.
- 1973: Pegasus
- 1976: Het lied van Halewijn
- 1979: Harpya (Gouden Palm voor de beste kortfilm op het Cannes Film Festival in 1979 - een hoogtepunt in zijn loopbaan)
- 1982: Die Schöne Gefangene
- 1994: Taxandria: hoofdprijs op festivals van de fantastische film in Porto en Rome.
- 1997: Nachtvlinders: 'Grand Prix' en de 'Prijs van de Internationale Filmkritiek' op het Festival van Annecy 1998
- 2001: Atraksion: bekroond met de Speciale Prijs van de Jury in Valladolid; krijgt een Speciale Vermelding in de UIP Competiton European Film Academy in Gent.
- 2005: Winter Days (3' sequence)
- 2015: Tank:  Zilveren Aar (Espiga de Plata) op het Internationaal Filmfestival van Valladolid
- 2021: Der lange Kerl: co-regisseur Rudy Pinceel

Hij was tevens de productiemanager van enkele korte animatiefilms :
- 1989: Het Slot
- 1989: Mazelen
- 1989: Jailbirds
- 1989: Gilbert
- 1989: Face à face
- 1989: Continental Journey
- 1989: Boks alé boks
- 1989: Awel
- 1992: Happy Home

Hij werkte in 2003 in de animatieafdeling van de Japanse tekenfilm Fuyu no hi (Winter days).
Buiten zijn eigen films was hij ook producer in 1994 van de kortfilm Jeu de boules van Luc Degryse. Uiteindelijk werd hij zelf gefilmd in de kortfilm Servaisgraphia (1992) van Pierre Drouot en Benoît Peeters.